# Dysdera aurgitana
Dysdera aurgitana là một loài nhện trong họ Dysderidae.
Loài này thuộc chi Dysdera. Dysdera aurgitana được miêu tả năm 1996 bởi Ferrández.